# Nationals
Nationals es el vigésimo-primer episodio de la tercera temporada de Glee y el sexagésimo-quinto de toda la serie. Se estrenó el 15 de mayo de 2012 en Estados Unidos por la cadena FOX. En este episodio se desarrollan las Nacionales.Se muestra a New Directions enfrentándose a Vocal Adrenaline en los nacionales en Chicago, y varias estrellas invitadas especiales: Whoopi Goldberg (Carmen Tibideaux) es la jueza de NYADA, Jonathan Groff (Jesse St. James) es director de Vocal Adrenaline, Lindsay Lohan que es ella misma.

## Sinopsis
El club Glee esta en Chicago para competir en las Nacionales pero Mercedes (Amber Riley) está enferma en su cama de hotel con una fiebre y dolor de estómago, posiblemente debido a una intoxicación alimentaria Will (Matthew Morrison) le propone a Quinn (Dianna Agron) y a Tina (Jenna Ushkowitz) reemplazar la voz de Mercedes en el número de las Troubletones, a lo que ella les responde que se va a recuperar para no perderse su última competencia. Sue Sylvester (Jane Lynch) reacciona de forma exagerada con la atención sanitaria para Mercedes, pero al menos muestra una constante dedicación a la oferta del premio del coro en los nacionales.
En el día de la competencia Rachel (Lea Michele) se encuentra con Jesse St. James (Jonathan Groff) su exnovio y ahora director de Vocal Adrenaline se burla de ella porque sabe que ella está explorando la multitud para ver llegar a Carmen Tibideaux (Whoopi Goldberg) de NYADA con la esperanza de que le den una segunda oportunidad para entrar en la universidad de artes. 
Los jueces de las nacionales son Lindsay Lohan, Perez Hilton, y Martin Fong (Rex Lee).New Directions es el primer grupo para competir, y Mercedes llega justo a tiempo para subir al escenario con el grupo sana de nuevo gracias a Sue, las Troubletones interpretan "The Edge of Glory" de Lady Gaga, con Santana tomando inicialmente el centro del escenario. Rachel interpreta "It's All Coming Back to Me Now" Carmen llega durante el número, por lo que Rachel recibe una ovación de pie. En el final se interpreta "Paradise by the Dashboard Light" el rendimiento es deslumbrante, y el público estalla con aplausos, incluso Carmen Tibideaux que no se puede resistir, poniéndose de pie y silbando en la apreciación. 
Kurt y Mercedes se dirigen al camerino de Vocal Adrenaline buscando a Wade Adams, con la esperanza de entregar una rosa blanca a su alter ego de arrastre único. Encuentran a Wade en un estado de presión, incapaz de reunir su identidad. Se siente demasiado alterado para llevar a cabo su número. Vocal Adrenaline, interpreta "Starships" y "Pinball Wizard". Los jueces analizan la competencia y deciden poner en primer lugar a Nuevas Direcciones y a Vocal Adrenaline en segundo lugar.
De regreso al McKinley, los miembros del club glee son tratados como héroes por la escuela. Sue se regresó como entrenadora exclusivo de las porristas, desplazando a la co-entrenador Roz Washington (NeNe Leakes). En su apartamento, Emma (Jayma Mays) y Will tendrán relaciones sexuales por primera vez.El Director Figgins (Iqbal Theba) organiza con Finn y Rachel junto a Nuevas Direcciones para llevar a cabo la noche siguiente en el maestro de la ceremonia del Año, que es ganada por Will. El grupo felicita a Will e interpretan "We Are the Champions".

## Producción
El episodio fue escrito por Ali Adler y dirigido por Eric Stoltz. Las filmaciones para el episodio comenzaron el 18 de abril de 2012, y continuaron el 27 de abril de 2012, el rodaje del episodio final de la temporada comenzó el 30 de abril de 2012.
El episodio cuenta con ocho canciones, tres de las cuales se lanzaron como sencillos disponibles en forma de descarga digital entre ellos esta la canción "The Edge of Glory" de Lady Gaga interpretada por Las Troubletones,"It's All Coming Back to Me Now" de Céline Dion,"Paradise by the Dashboard Light" de Meat Loaf cantada por Monteith,"Starships" de Nicki Minaj y "Pinball Wizard" de The Who y "We Are the Champions" de Queen. "The Edge of Glory" y "We Are the Champions" fueron incluidas en la banda sonora Glee: The Music, The Graduation Album.
Los actores recurrentes son:Sam Evans (Chord Overstreet), Rory Flanagan (Damian McGinty), Joe Hart (Samuel Larsen) y Sugar Motta (Vanessa Lengies), Principal Figgins (Theba)Shannon Beiste (Dot-Marie Jones), Becky Jackson (Lauren Potter),